# Renato Faverani
Renato Faverani (* 25. November 1969) ist ein ehemaliger italienischer Fußballschiedsrichter, der international seit 2007 als Schiedsrichterassistent tätig ist. In der Serie A ist er zudem als erster Schiedsrichter in Ligaspielen tätig.
Bei der Fußball-Weltmeisterschaft 2014 in Brasilien wurde er zusammen mit Andrea Stefani ins Schiedsrichter-Gespann von Nicola Rizzoli berufen worden. Er assistierte bei insgesamt vier WM-Spielen. Am 13. Juli 2014 leiteten Rizzoli, Stefani und Faverani das Finale der Fußball-Weltmeisterschaft 2014 zwischen Deutschland und Argentinien (1:0 n. V.).

## Einsätze bei der Fußball-Weltmeisterschaft 2014
| Phase         | Datum         | Spielort       | Heimmannschaft | Gastmannschaft | Ergebnis  |
| ------------- | ------------- | -------------- | -------------- | -------------- | --------- |
| Gruppenphase  | 13. Juni 2014 | Salvador       | Spanien        | Niederlande    | 1:5 (1:1) |
| Gruppenphase  | 25. Juni 2014 | Porto Alegre   | Nigeria        | Argentinien    | 2:3 (1:2) |
| Viertelfinale | 5. Juli 2014  | Brasília       | Argentinien    | Belgien        | 1:0 (1:0) |
| Finale        | 13. Juli 2014 | Rio de Janeiro | Deutschland    | Argentinien    | 1:0 n. V. |